# Lohar
Pour l’article homonyme, voir Kayadu Lohar.

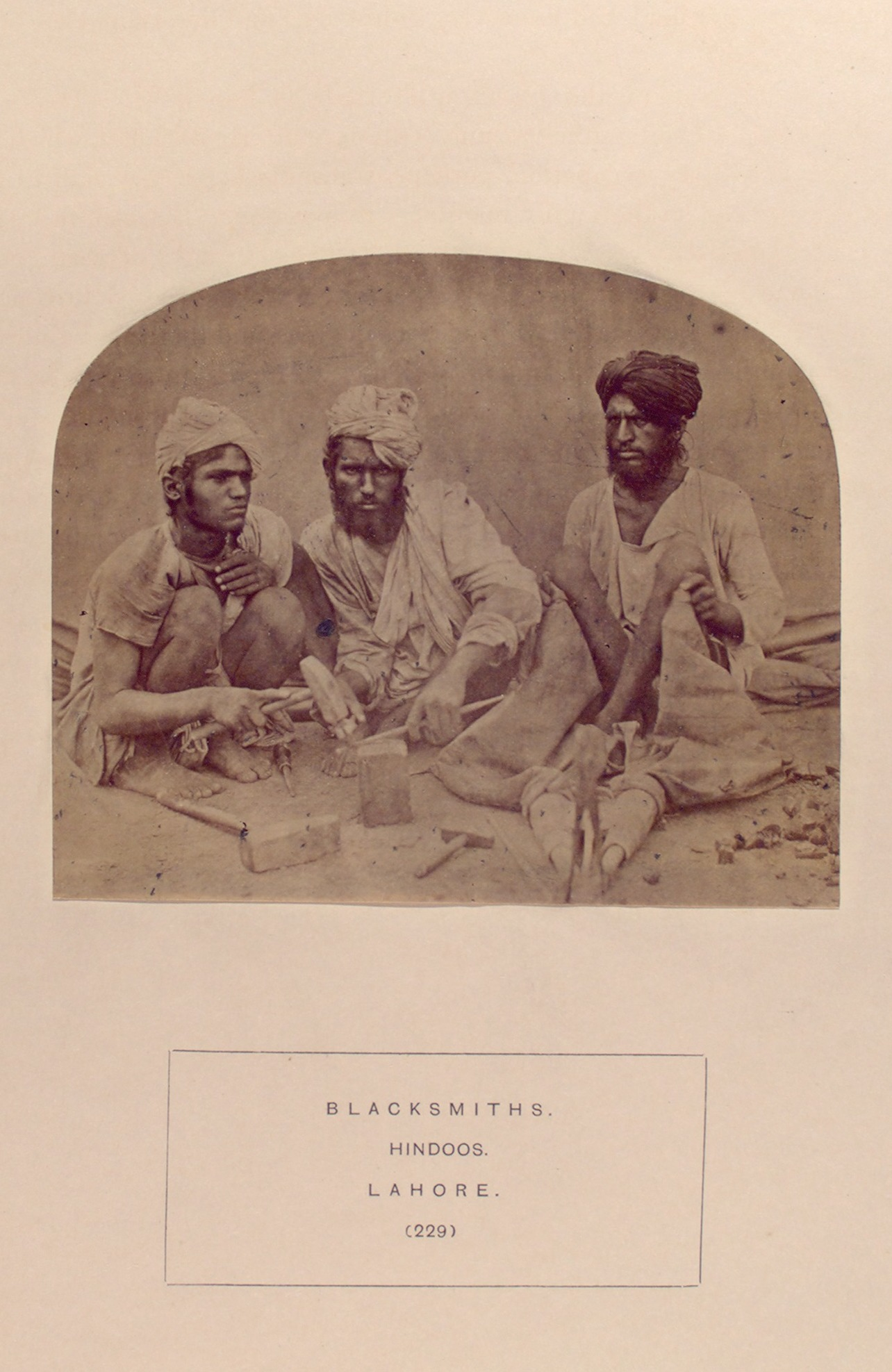
Forgerons Lohars à Lahore - 1868 - cliché issu d’une série d'illustrations photographiques, avec typographie descriptive, des races et des tribus de l'Hindustan.

Les Lohars sont une ancienne caste indienne ayant leurs attaches parmi les Kshatriya.

## Histoire
Selon H. A. La rose et Denzil Ibbetson, les Lohars sont descendus de Rajputs et de Jats. Ces Rajputs et Jats étaient en réalité des Tarkhan tribals (des guerriers iraniens) qui ont migré en Inde. La plupart des Lohars avait leurs familles à Peshawar et Lahore au Pakistan, ainsi qu'à Kermanshah en Iran. Les Lohars sont issus des clans Sassanides perses qui ont gouverné l'Iran. Ces guerriers étaient la première civilisation de Zoroastres ou des adorateurs solaires. La croyance en Ahura Mazda n'a pas été confirmée bien qu'ils diffèrent en grande partie de Persans moderne[Quoi ?]. Le Zoroastrisme que les Lohars ont suivi différait entièrement des pratiques dispensées dans l'Avesta, les écrits sacrés du Zoroastrisme. Le clergé a changé la religion pour se servir, causant un malaise religieux substantiel. Une fois entrés en Inde, les membres de ce groupe ont été classifiés comme des Kshatriyas, des Brahmanes ou des Forgerons (à l'origine, des Kshatriyas qui ont fabriqué des armes).
Historiquement, les Lohars étaient des forgerons établis dans la ville de Chitor. En 1568, cette ville fut assiégée par les musulmans conduits par le Grand Moghol Akbar. Refusant de se rendre, les habitants se firent massacrer. Ceux d'entre eux qui parvinrent à s'enfuir auraient fait cinq vœux, dont ceux de ne jamais revenir dans cette cité et de ne plus jamais habiter dans une maison.
Depuis, ils sont devenus des « forgerons errants » que l'on trouve sur les routes du Rajasthan (plus particulièrement entre Udaipur et Jaipur). Aujourd'hui, ce ne sont plus des armes qu'ils confectionnent, mais des ustensiles ménagers (louches, cuillères, fourchettes, etc.).

## Source
- Mangui, onze ans peut-être - Lohars du Rajasthan, documentaire de Claude Herviant réalisé par Jacques Doillon en 1985.